# Сантессон, Ниннан
Гертруда Паулина (Ниннан) Сантессон (швед. Gertrud Paulina (Ninnan) Santesson; 14 декабря 1891, Чулёхольм — 14 января 1969, Стокгольм) — шведская художница и скульптор.

## Биография и творчество
Ниннан Сантессон родилась в 1891 году в поместье Чулёхольм. Детство её прошло в поместье Мельбю (Mälby) в Сёдерманланде. Когда девочке было 12 лет, её отец умер, и мать вместе с детьми переселилась в Стокгольм. Там Ниннан впервые занялась скульптурой под руководством Сигрид Бломберг, а в 1911 году поступила в Королевскую академию искусств. После этого она продолжила обучение в Париже, в том числе в Академии Коларосси и в Гранд-Шомьер у Антуана Бурделя. В Париже в то время учились и другие её соотечественницы: Сири Деркерт, Анна Петрус-Лютткенс, Лиза Бергстранд. Во время своего пребывания во Франции Ниннан неоднократно посещала Лувр, где на неё произвело глубокое впечатление египетское и ассирийское искусство. Впоследствии она ещё дважды бывала в Париже: в конце 1940-х годов, открыв для себя скульптуры Жермен Ришье, и в 1950-х годах, когда она в течение некоторого времени работала в мастерской Осипа Цадкина.
Проведя полтора месяца в Алжире, Ниннан Сантессон вернулась в Швецию. В стокгольмском Доме художника состоялась её совместная выставка с финским художником Энгельбертом Бертель-Нордстрёмом, за которого в 1917 году она вышла замуж.
Бо́льшая часть монументальных работ Сантессон были созданы в Гётеборге, где в то время жила её мать. Первой её работой стал заказ на оформление виллы консула Форсберга в Лоренсберге. В 1916 году она начала работать над памятником поэту Виктору Рюдбергу, который был установлен лишь десять лет спустя. Кроме того, она создала алтарь для гётеборгской церкви Мастугг. Деревянные скульптуры, вырезанные из дуба, расписал её муж.
С 1933 года Ниннан Сантессон перешла от больших форм к малым и начала работать с такими материалами, как глина, терракота и бронза. Моделями для её скульптур нередко служили члены семьи, в том числе дочь Лена, и друзья, в первую очередь Найма Вифстранд и Марианна Фрестадиус (Ниннан Сантессон создала 48 её бюстов). В мастерской Сантессон часто работали Берта Ханссон и Сири Деркерт, а Май Бринг, потерявшая к тому времени зрение, служила им моделью.
Разведясь с мужем, Ниннан Сантессон провела в 1930-х годах пять лет в Лондоне, вместе с Наймой Вифстранд. В 1940-х годах она оказывала помощь беженцам из нацистской Германии: у неё, в частности, жили Бертольт Брехт с семьёй. Сантессон также сотрудничала с норвежским движением Сопротивления и провела два года в шведской тюрьме за шпионаж. в 1951 году она, совместно с Сири Деркерт, посетила Советский Союз. Очередная её выставка состоялась лишь в 1960 году, совместно с Майей Бротен и Анн Маргрет Дальквист-Льюнберг.
Ниннан Сантессон умерла в 1969 году в Стокгольме.